# Youri Sergueïevitch Nikolaïev
Pour les articles homonymes, voir Nikolaïev.
Youri Sergueïevitch Nikolaïev, né le 11 juin 1905 et mort en 1998, est un psychiatre soviétique et russe. Docteur en sciences médicales, il est également l’auteur de travaux scientifiques d’envergure consacrés à l’alimentation diététique et au jeûne thérapeutique.

## Biographie

### Famille
Le 16 mars 1909, les parents de Youri fondent la société végétarienne de Moscou.
Son père, Sergueï Nikolaïev, correspond avec Léon Tolstoï. Il assure également la diffusion des postulats économiques promus par Henry George en traduisant plusieurs de ses ouvrages en langue russe.[réf. nécessaire]
Sa mère — Larisa Nikolaïeva, née Nechaeva — participe en outre à l’ouverture d’une cantine végétarienne à Moscou. À cet effet, elle rédige un opuscule, paru en 1904, intitulé : Cent plats végétariens : instructions culinaires.

### Carrière
Les archives autobiographiques font état de l’intérêt de Nikolaïev, dès son plus jeune âge, pour la pratique du jeûne thérapeutique — qu’il qualifie d’« affamement circonstanciel à visée médicale » —, notamment sous l’influence exercée par son proche entourage, sa famille et son cercle d’amis. Après avoir décrypté les modalités plurielles imputables à cette pratique ancestrale, il procède à l’élaboration d’une sorte de vadémécum — basé essentiellement sur son expérience professionnelle et personnelle — tout en commençant à recourir à cette méthode curative à dessein de soigner ses patients atteints de pathologies mentales et autres troubles psychiques, dont la schizophrénie.
De 1932 à 1998, il œuvre au sein du système du ministère de la Santé de l’URSS-Russie.
En 1960, il soutient une thèse de doctorat intitulée : La thérapie de la schizophrénie et sa justification physiologique.
Au cours des années 60, il effectue des recherches approfondies sur le jeûne thérapeutique et parvient ainsi à en équilibrer le dosage temporel afin d’en maximiser l’efficience. Le processus se déroule comme suit : 15 à 40 jours d’immersion progressive suivis d’une lente reprise alimentaire effectuée en douceur (TDR). Son approche se révèle ainsi efficace pour traiter la schizophrénie, l’hypertension, l’asthme bronchique, l’arthrose, la dermatite atopique ainsi que d’autres pathologies connexes[réf. nécessaire]. Ses recherches et ses essais cliniques constituent les prémices d’une base d’études approfondies aboutissant in fine à une série d’indications méthodologiques publiées par le ministère russe de la Santé permettant l’application du jeûne thérapeutique sous encadrement et stricte surveillance médicale ininterrompue.
À partir de 1981, il crée une entité clinique spécifiquement vouée à la mise en œuvre de ses méthodes curatives. L’unité no 68 de l’hôpital moscovite ouvre alors un département dédié qui se spécialise dans le traitement des maladies opéré par le jeûne et une alimentation appropriée. Jusqu’à la fin de sa vie et se basant prioritairement sur les postulats édictés par ses soins, Youri Nikolaïev assurera l’accueil des patients et supervisera l’activité de son enclave. Grâce à une intense activité promotionnelle, son approche novatrice se pérennise au cours des décennies. Des antennes concomitantes et dispensaires de jeûne sont ainsi ouverts dans divers hôpitaux et centres cliniques affiliés aux autres régions de Russie, dont le sanatorium de Goriatchinsk qui perpétue l’enseignement du Dr Youri Sergueïevitch Nikolaïev,.
En 1978, Youri Sergueïevitch Nikolaïev publie un livre — Restaurer la santé par le jeûne — qui s’écoule à plus de 200 000 exemplaires et se voit de surcroît réédité avec un succès renouvelé.
L’un de ses étudiants, le Dr Sergeï Filonov, se fait connaître en popularisant une forme alternative de « jeûne fractionné rapide » (DSF) — dit « jeûne sec » — qui suscite depuis lors un certain engouement.

### Source
- (ru)/(it) Cet article est partiellement ou en totalité issu des articles intitulés en russe « Николаев, Юрий Сергеевич » (voir la liste des auteurs) et en italien « Jurij Sergeevič Nikolaev » (voir la liste des auteurs).